# Llanto literario
Llanto literario, elegía o tumba poética es un género literario que encuentra su origen en los epitafios griegos.

## Antigüedad
Desde los albores de la humanidad, los muertos han sido honrados y sus cadáveres protegidos de los carroñeros. La tumba más antiguas de homínidos puede que sea la sepultura de Téviec (VI milenio a. C.) En los monumentos funerarios, junto a los primeros caracteres escritos, aparecen también las primeras inscripciones funerarias, como en las tumbas griegas, pero también los primeros glifos, como en las tumbas mayas. Los llamados epitafios a menudo se graban en la piedra o en la madera, pero algunos se encuentran en primitivas antologías, como la de Calímaco de Cirene, que compuso la antología palatina Alguien, oh Heráclito, me habló de tu fallecimiento; o los poemas epigráficos latinos, como el Carmina Latina Epigraphica.
En la Edad Media, uno de los epitafios poéticos más conocidos es la Ballade des pendus (Balada de los ahorcados, 1462) de François Villon, cuyo título exacto es El epitafio en forma de balada que Villon realizó para Luy y sus compañeros, esperando ser colgado con ellos.  Menos famosos son los grabados en piedra de Melle (Deux-Sèvres).
En español destacan las Coplas por la muerte de su padre (c. 1476), de Jorge Manrique. En prosa, La Celestina (1499), atribuida a Fernando de Rojas, lleva el famoso planto de Pleberio al final de la obra.

## Renacimiento
Frente al epitafio, el llanto literario o tumba poética, en francés, es una colección de textos de varios autores o un solo autor que está compuesta por varios epitafios y puede alternar el verso y la prosa. Los poetas suelen ser honrados y celebrados por sus pares, pero también pueden estar destinados a recordar a reyes o reinas o una persona cercana a la familia real; otras muchas veces se recuerda a mecenas, intelectuales o personajes ilustres de las más diversas artes o manifestaciones humanas. Entre los más famosos llantos renacentistas encontramos:
- Tombeau de Joachim du Bellay: Épitaphes sur le trespas de Joachim du Bellay Angevin, Poete Latin et Francois, Paris, Robert Estienne, 1560.
- Le Tombeau de P. de Ronsard gentilhomme vendômois.
- Tombeau de Marguerite de Valois Royne de Navarre.
- Epitaphe sur le trespas du Roy Treschrestien Henri Roy de France, II de ce nom, en douze langues. A treshault et trespuissant prince Philippe Roy d'Espaigne. Aultres epitaphes par plusieurs Auteurs sur le trespas du mesme Roy.

Estos llantos o tumbas poéticas también honran la memoria de un ser querido que ha fallecido, como hace Camille de Morel en Tumulus (Tombeau), que compuso poemas en memoria de su padre Jean de Morel, su madre Antoinette de Loynes y sus hermanas Lucrèce y Diane. Para ello pidió la participación de poetas amigos de sus padres. El propósito de esta obra era múltiple: rendir homenaje a un difunto, famoso o cercano; mostrar su erudición (los poemas fueron escritos en latín, griego, hebreo, o traducidos del latín al griego, del griego al latín o al francés -ver por ejemplo la Tumba de Marguerite de Valois Royne de Navarre-); provocar emulación entre autores:

Ces dernières lignes mettent en évidence l’intérêt réciproque dont pouvaient faire preuve les poètes dans le processus d’élaboration d’un Tombeau. Cet intérêt, qu’on peut bien sûr imputer à la curiosité intellectuelle, au plaisir de goûter et de faire goûter des vers en exclusivité, suggère néanmoins du même coup l’existence de conditions favorables à l’instauration d’un réel rapport d’émulation entre les collaborateurs.
Joël Castonguay-Bélanger : L'édification d'un Tombeau poétique : du rituel au recueil.

. Incluso, darse a conocer para obtener reconocimiento y en ocasiones patrocinio :

L’étude de quatre ouvrages à la mémoire d’Hugues Salel (1554), Jean de La Péruse (1555), Henri II et du Bellay (1560) et Ronsard (1586) fait apparaître une double motivation chez les organisateurs de ce type d’hommage : sociale (attirer l’attention de protecteurs influents, susceptibles d’employer eux-mêmes leurs compétences ou de les introduire à la Cour) et littéraire (bénéficier de l’autorité du défunt en détournant à leur profit le capital symbolique accumulé par ce dernier ; afficher leur appartenance au groupe des poètes reconnus et dans certains cas, rémunérés).
Amaury Flegès : Les tombeaux littéraires en France à la Renaissance, 1500-1589

## Desuso
Durante el Barroco y la Ilustración los llantos literarios cayeron en desuso, siendo sustituidos por Consolaciones, o epigramas más o menos cáusticos :
- Consolation à M. du Perrier sur la mort de sa fille, por François de Malherbe.
- Consolation à M. de Bellegarde, sur la mort de M. de Termes, por Honorat de Bueil de Racan.
- Contre Voltaire, de Alexis Piron.

Mientras, perduran los epitafios (Henriette de la Suze, Sobre un poeta gordo, epitafio), los románticos se derramarán en elegías: Victoire Babois : Elegías por la muerte de su hija de 5 años; Alfred de Musset: Lucie, elegía; o Sully Prudhomme : El consuelo.

## Regreso del género
A finales del XIX el llanto literario reaparece con fuerza en su forma renacentista de escrito colectivo (en especial en Francia); así podemos hablar de la Tumba de Charles Baudelaire; o la Tumba de Théophile Gautier, que reúne a más de 80 poetas; Le Tombeau d'Edgar Poe, y cuyo único autor es Stéphane Mallarmé.
Esta tradición de monumento poético continúa en el siglo XX: Tumba de Gérard Philipe, de Henri Pichette; Tumba de Jean Sénac, por Hélios Radresa (hacia 1980).
En España, el poeta y dramaturgo Federico García Lorca publica en 1935 su Llanto por Ignacio Sánchez Mejías, un homenaje a su amigo torero muerto en la plaza de toros de Manzanares.
También del siglo XX fue la Tombeau de du Bellay, del poeta Michel Deguy; para la alpinista Chantal Mauduit, que murió en Nepal, André Velter confía sus poemas a la voz de Alain Carré y al piano de François-René Duchâble. Le Printemps des Poètes abre dos páginas de Tumbas poéticas de autores contemporáneos En 2015, Serge Pey, "Tombeau pour un miaulement", poema crítico y filosófico sobre Mao Zedong (Gruppen). En 2018, Jean-Louis Rambour publicó "Tombeau de Christopher Falzone" (Editions L'Herbe qui tremble) en homenaje al joven pianista que se suicidó en Ginebra en 2014, a la edad de 29 años.